# Google Duo
Google Duo – nieistniejący komunikator internetowy stworzony przez amerykańskie przedsiębiorstwo Google. Do korzystania z komunikatora wymagany jest numer telefonu. Komunikator służy do przeprowadzania wideorozmów. Funkcja Puk, puk umożliwia wyświetlanie obrazu z kamery rozmówcy przed odebraniem połączenia. Aplikacja wyświetla również informacje na temat połączenia internetowego, za pośrednictwem którego realizowana jest wideorozmowa. Podczas wideorozmowy użytkownik może wyciszyć mikrofon lub zmienić kamerę, z której obraz przesyłany jest do odbiorcy. Połączenie jest szyfrowane za pomocą systemu komunikacji end-to-end.
Google Duo został oficjalnie udostępniony 18 maja 2016 roku. Komunikator został zainstalowany ponad miliard razy.
W lipcu 2022 ogłoszono plany połączenia Duo z usługą do wideo rozmów Google Meet. Doszło do tego w sierpniu tego samego roku, kiedy to aplikacja Duo zmieniła nazwę na Meet. Za to pierwotna aplikacja Google Meet zmieniła nazwę na Meet Original i będzie stopniowo wygaszana.  